# Борщагівка (річка)
Борщагі́вка (помилково — Ни́вка) — річка в Україні, що протікає територією міста Києва та приміського Києво-Святошинського району Київської області. Права притока Ірпеня (басейн Дніпра).

## Назва
За однією з версій, свою назву річка отримала від рослини борщівник, що, очевидно, росла на її берегах.
Одне із згадувань про назву річки Борщагівка (нім. Boerßgowka) міститься в щоденнику німецького купця Мартіна Ґруневеґа, який відвідав Київ у 1584 році. Ґруневеґ записав у щоденнику, як місцеві кияни розповіли йому, що річка була названа так, бо у цій місцевості свого часу діяв борщовий базар. На думку Ґруневеґа, це місце торгу в князівські часи «могло називатися борщовим майданом чи торгом, незалежно від того, чи торгували там борщем», тому що «русини, ніколи не купують борщу, тому що кожен готує його у себе дома сам, оскільки це їхня повсякденна їжа і питво».
На річці розташовувалися Борщагівки (5 сіл-володінь різних монастирів м. Києва, названих на їхню честь: Михайлівська, Братська, Микільська, Софіївська, Петропавлівська).
У 1921 році щодо річки Борщагівки була вперше помилково вжита назва Нивка (від однойменного струмка, що починався неподалік перетину вулиць Артеківської та Капітанівської, і впадав у річку Борщагівку на  Білицькому болоті). Ця назва була розтиражована в масиві картографічних та текстових довідників 1960-х — 1990-х рр. Подекуди використовується й досі, хоча нині офіційною назвою річки є Борщагівка.
Іноді щодо річки Борщагівки також можна зустріти назви:
- Желя́нь (д.-рус. Желѧнь) — трапляється в руських літописах[6].
- Нова́ Гре́бля — зафіксовано в І. Фундуклея[7], трапляється на картах ХІХ ст.
- Жилка — трапляється в довідниках ХХ ст.

## Опис
Довжина близько 20 км. Особливістю річки є наявність великої кількості ставків (близько 20) на всій її протяжності. В нижній течії річки влаштоване рибне господарство.

## Розташування
Борщагівка бере початок у Києві, неподалік від Одеської площі, точніше — в районі Льодового стадіону та Київського іподрому. Далі річка перетинає під землею проспект Академіка Глушкова і її витік виходить на денну поверхню на житловому масиві Теремки-II (де на річці розташовано перші 3 ставки), перетинає селище Жуляни (в якому також утворено декілька невеличких ставків) та Михайлівську Борщагівку, далі у підземному колекторі проходить під масивом Південна Борщагівка (на її історичному руслі розташоване озеро Віра), перетинає Кільцеву дорогу і на значному за довжиною відтинку покидає межі міста. Тут на берегах річки розташовані приміські села Софіївська Борщагівка та Петропавлівська Борщагівка, в яких на річці також утворено декілька великих ставів.
Неподалік від автошляху Київ — Житомир річка знов опиняється на території Києва (тут на ній розташовані Святошинські ставки), протікає через сосновий Святошинський ліс. Неподалік від місця впадіння в Ірпінь вона остаточно покидає межі міста.

## Фауна
Іхтіофауна Борщагівки налічує 7 видів: чебачок амурський, карась сріблястий, верховка, гірчак, короп, вівсянка, в'юн. Також трапляються йорж звичайний, щука, окунь, краснопірка, пічкур звичайний 

## Історія
23 липня 1093 року на березі Желяні (Борщівки) відбулася битва між військом київського князя Святополка Ізяславича і половцями, яка закінчилася поразкою русів.
За краєзнавчими матеріалами Л. Похилевича про річку відомо наступне:
| «Речка Борщаговка протекает мимо села Беличи и за три версты впадает в р. Ирпень»[11]. «По речке, начавшейся выше села Желян и именующейся Борщаговкою, расположено пять деревень, носящих название Борщаговок, с присовокуплением имен монастырей, коим они принадлежали до поступления в казну… Эта небольшая речка, сопровождаемая плодородными лугами и небольшими возвышенностями, в древности называлась Желань и под этим именем оча часто упоминается в летописях. Борщаговкою же названа в последствии времени от того, что по ней были расположены ближайшие к городу монастырские хутора, снабжавшие монахов огородными продуктами, для борща необходимыми»[12]. «Село Желяне расположено при вершине ручья в древности именовавшегося Желанью, а ныне Борщаговкою. В настоящее время ручей этот при селе Желянах так слаб, что имеет воду только весною после таяния снегов и после продолжительных дождей»[13]. |
1991 року на річці Борщагівці виявлено залишки поселення давньоруського і післямонгольського часу. Це говорить про велику територію давнього міста Києва.

## Галерея

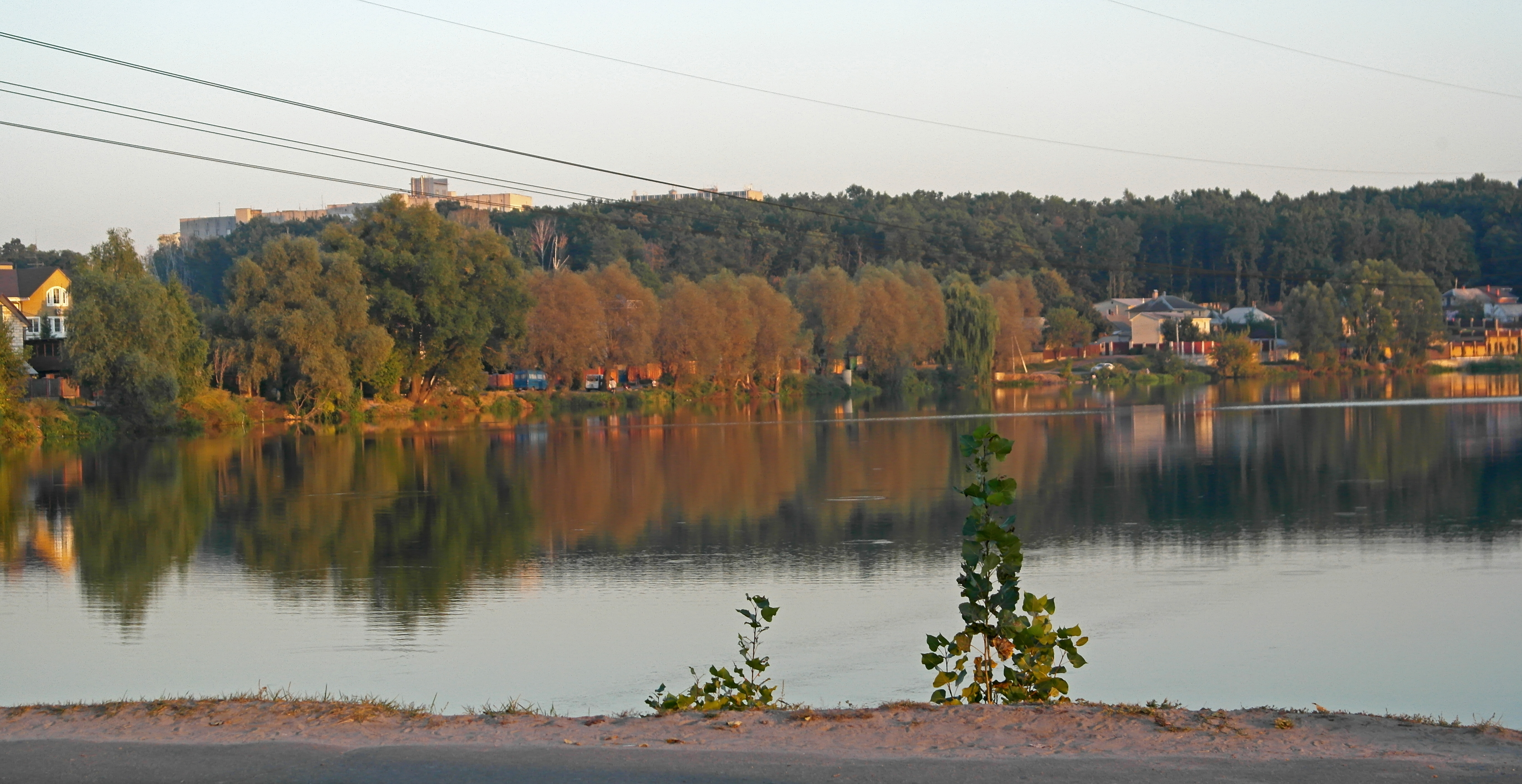
Ставок на річці Борщагівка, Петропавлівська Борщагівка
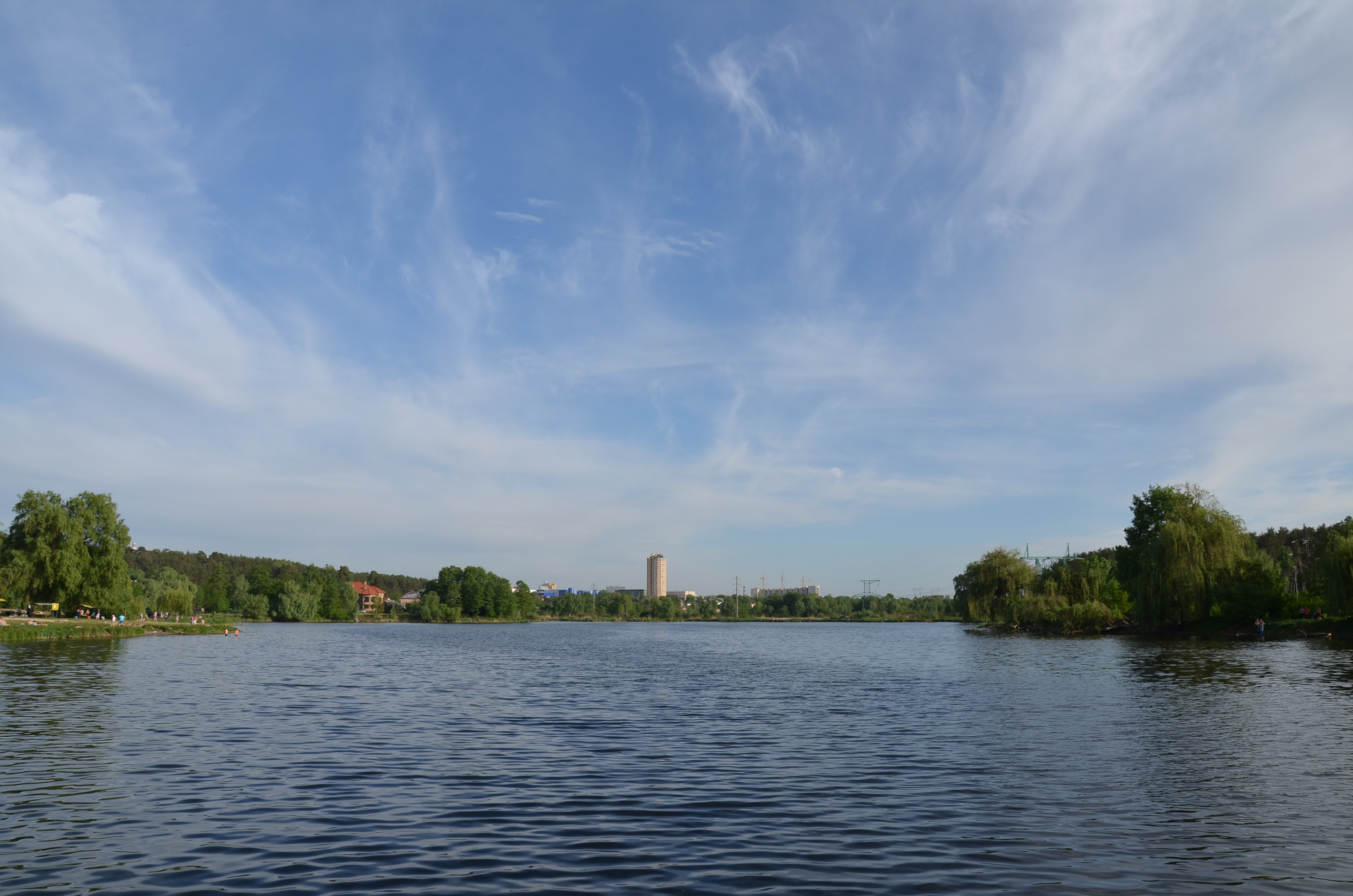
Святошин, р. Борщагівка, став № 14
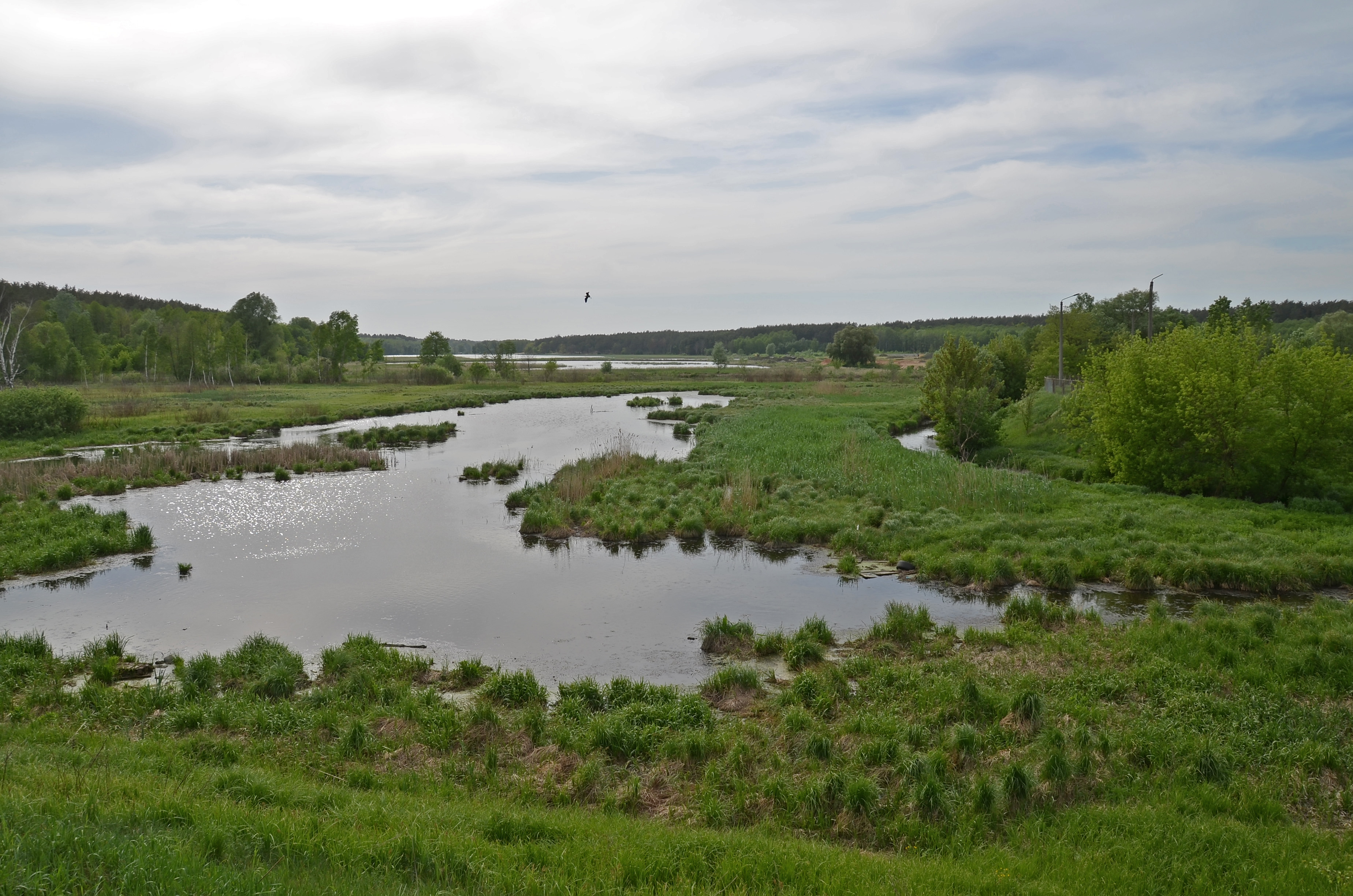
Річка Борщагівка
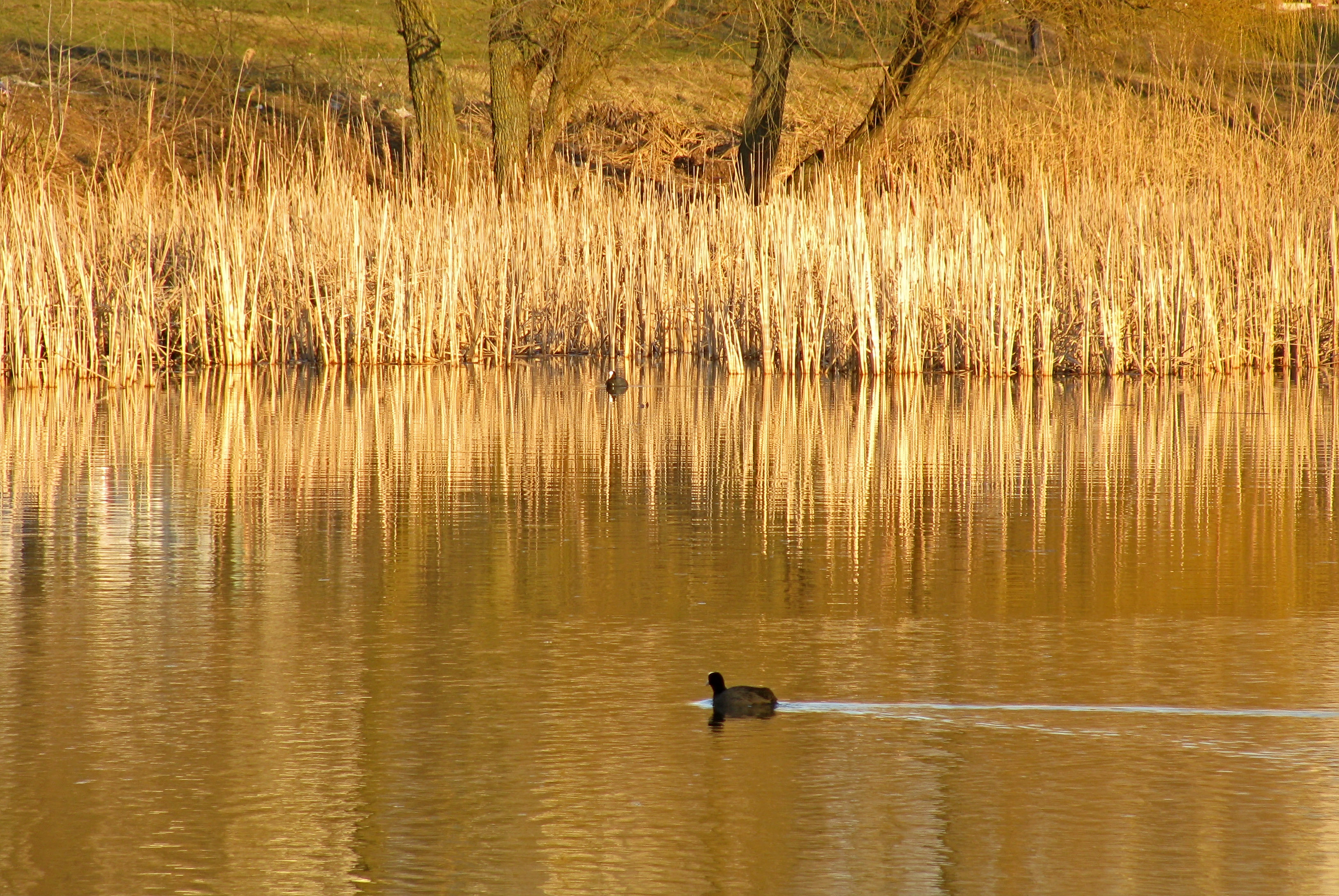
Став № 15
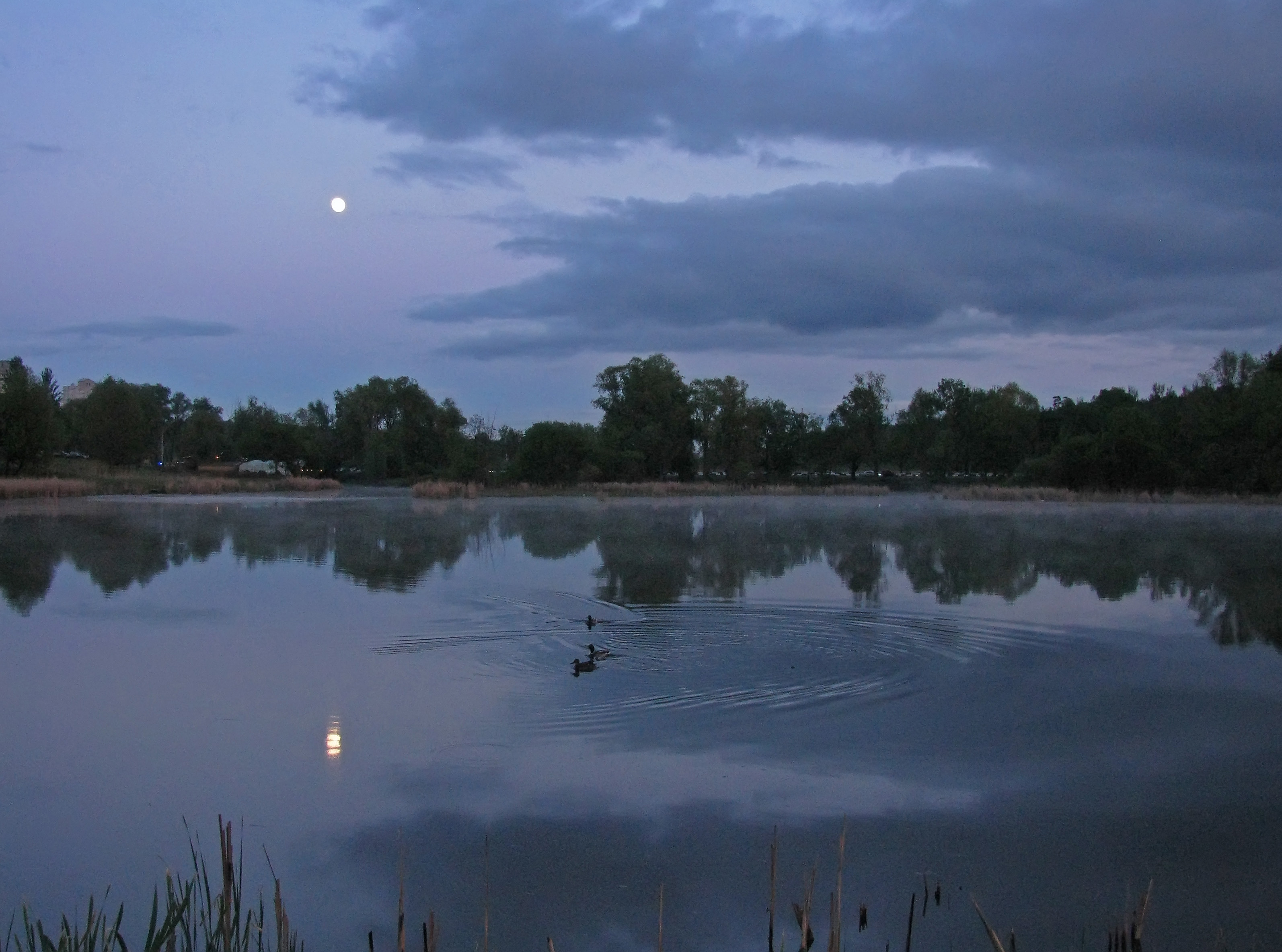
Став № 15
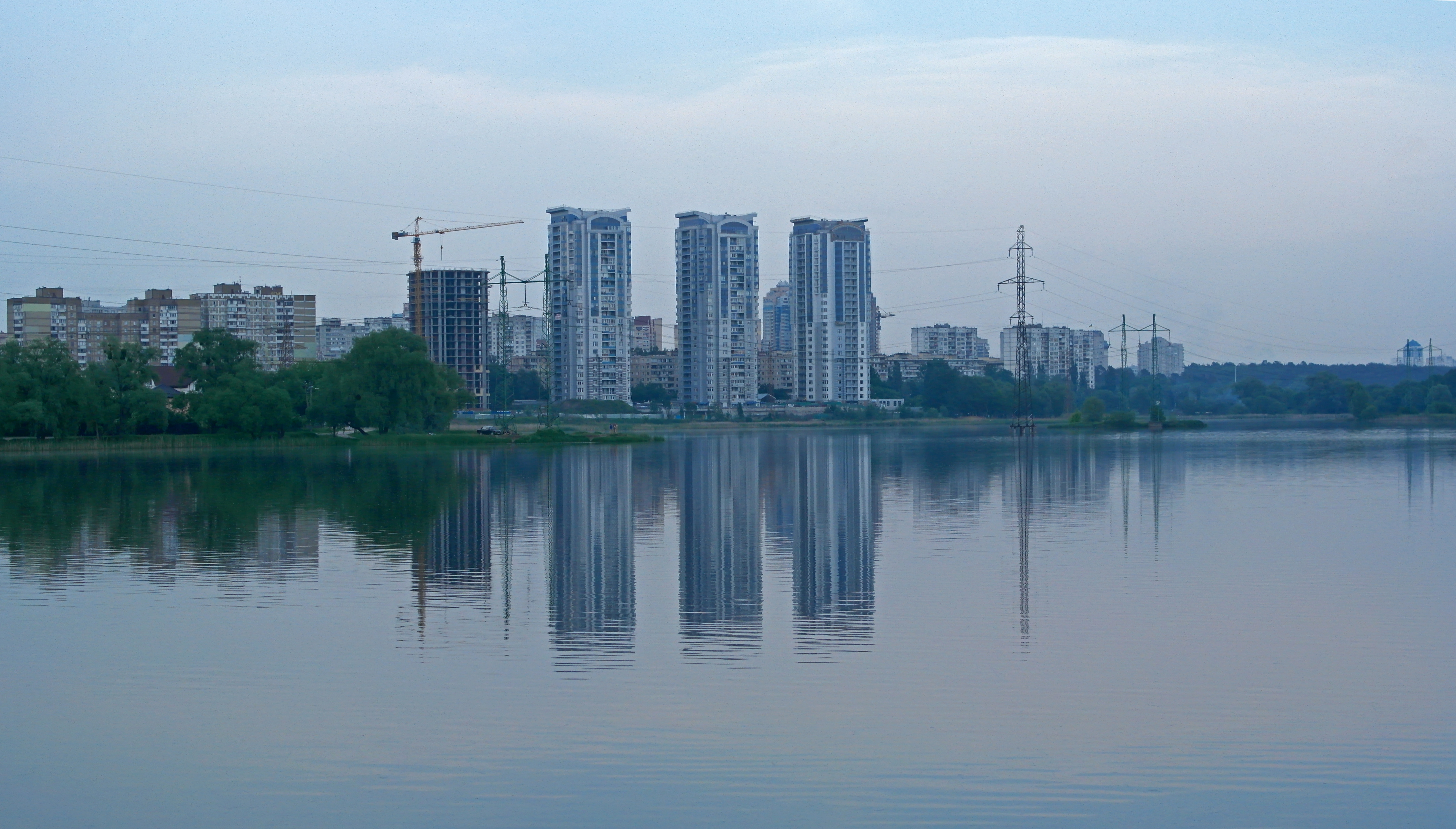
Став № 15
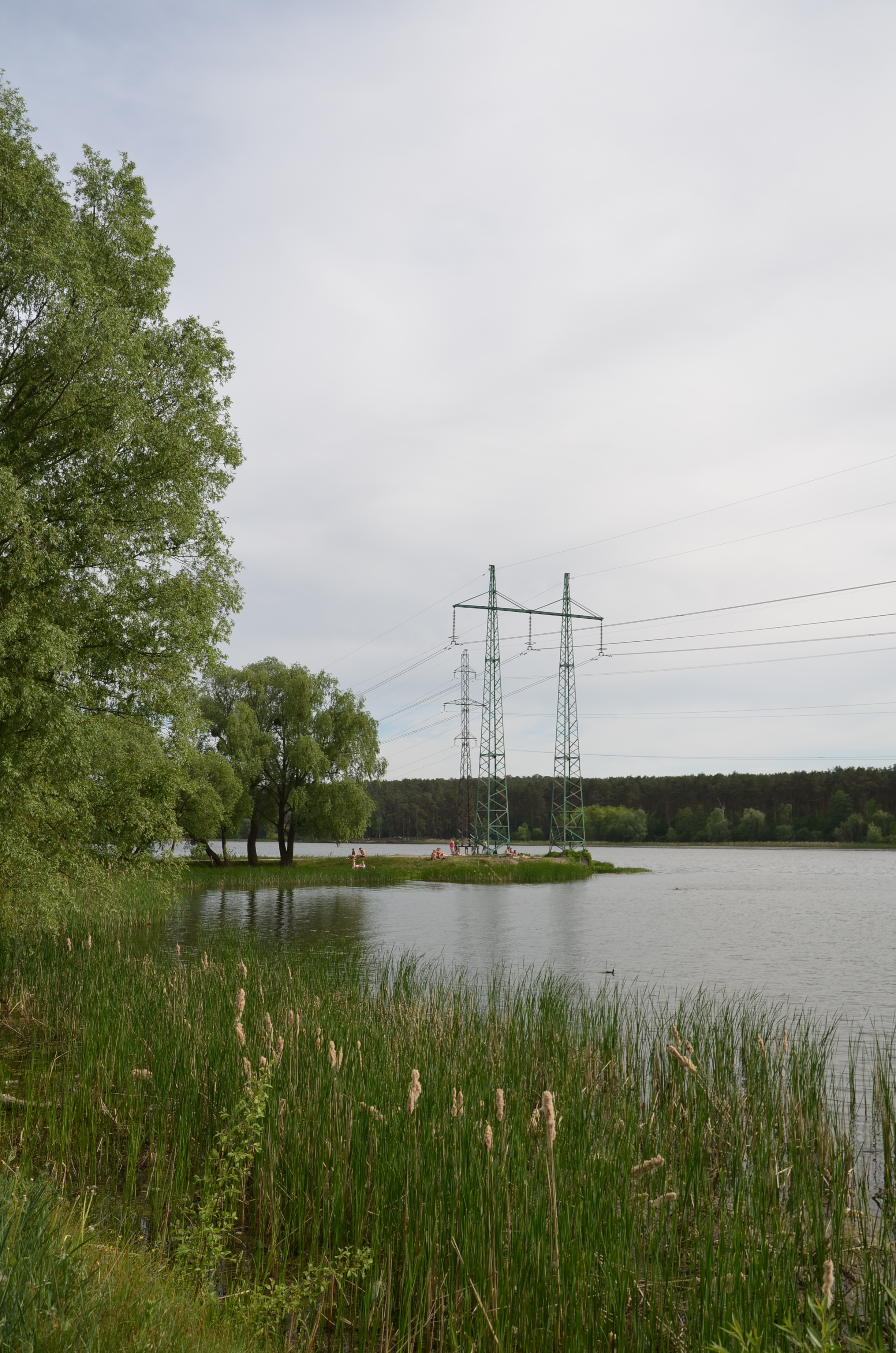
Став № 15
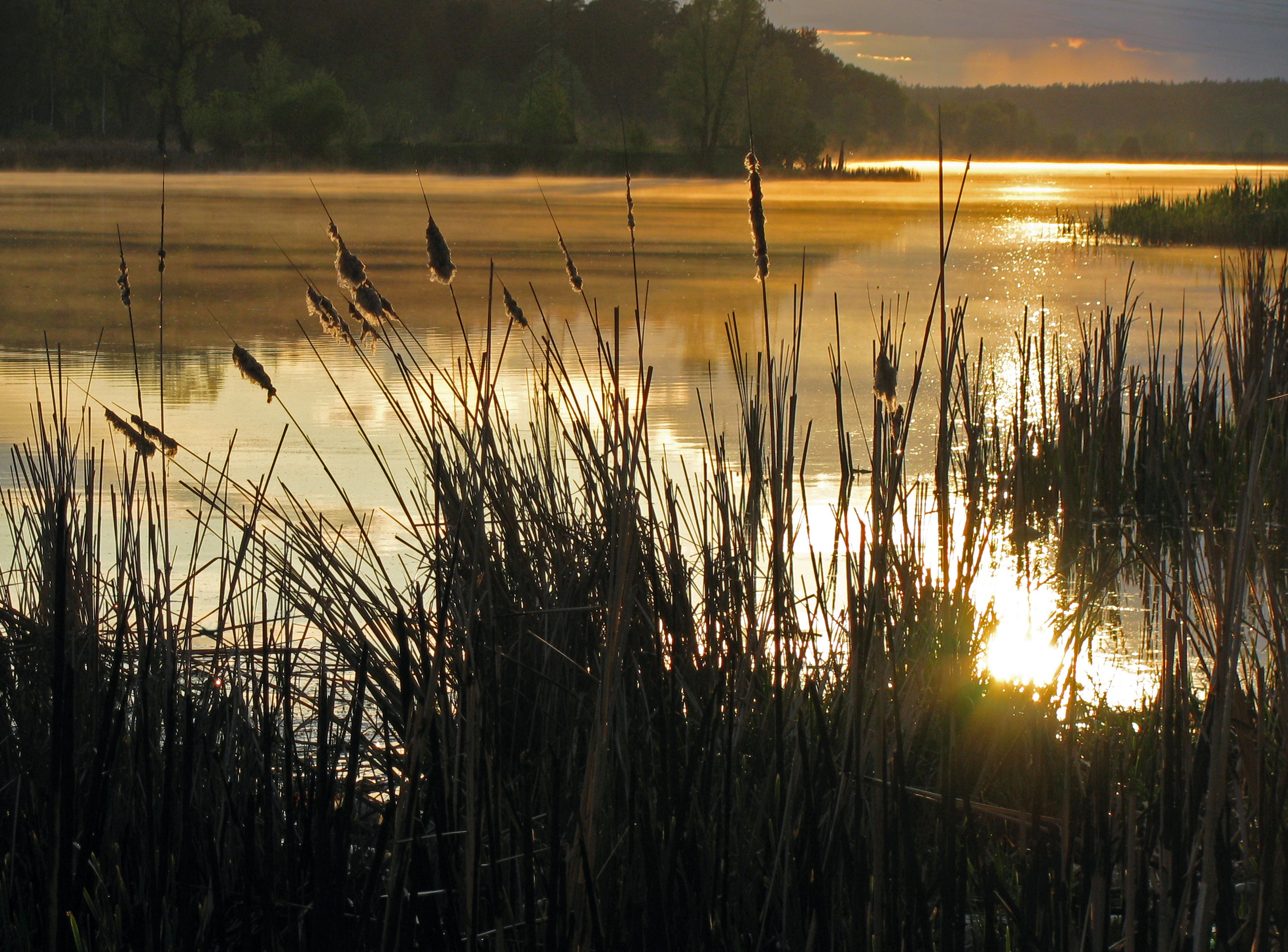
Став № 15
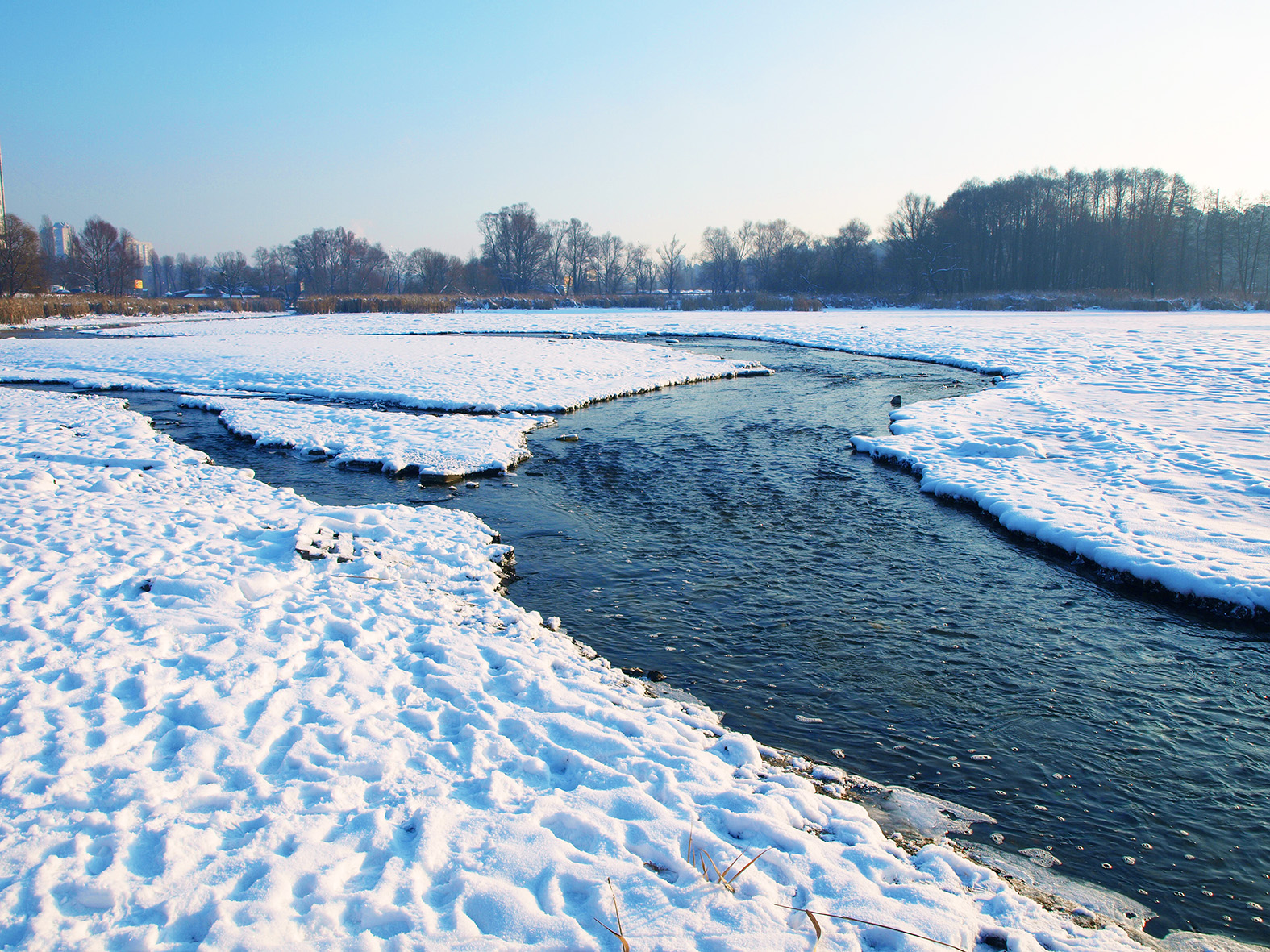
Борщагівка, Біличі
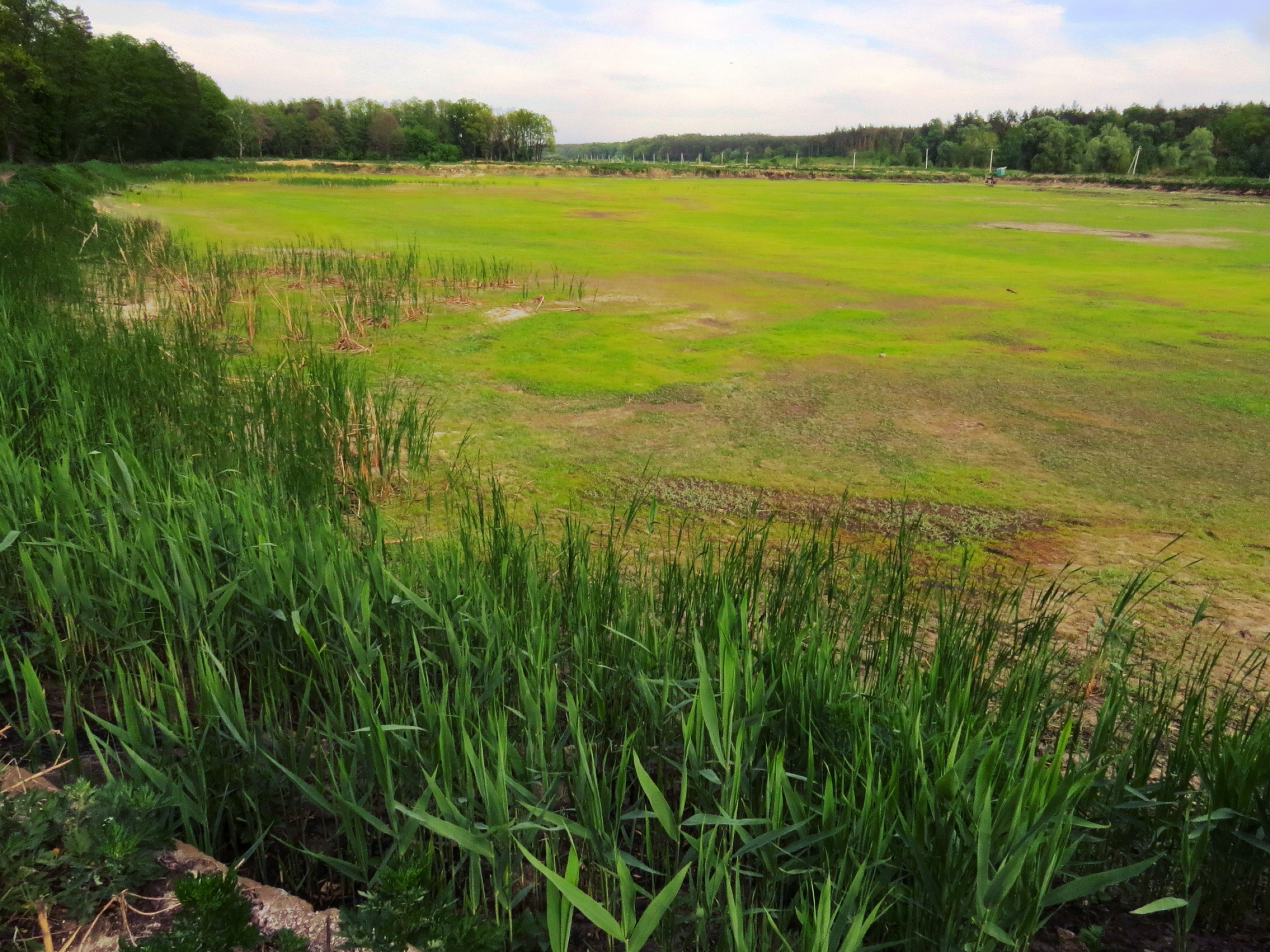
Осушений ставок в заплаві Борщагівки, ~1 км від гирла
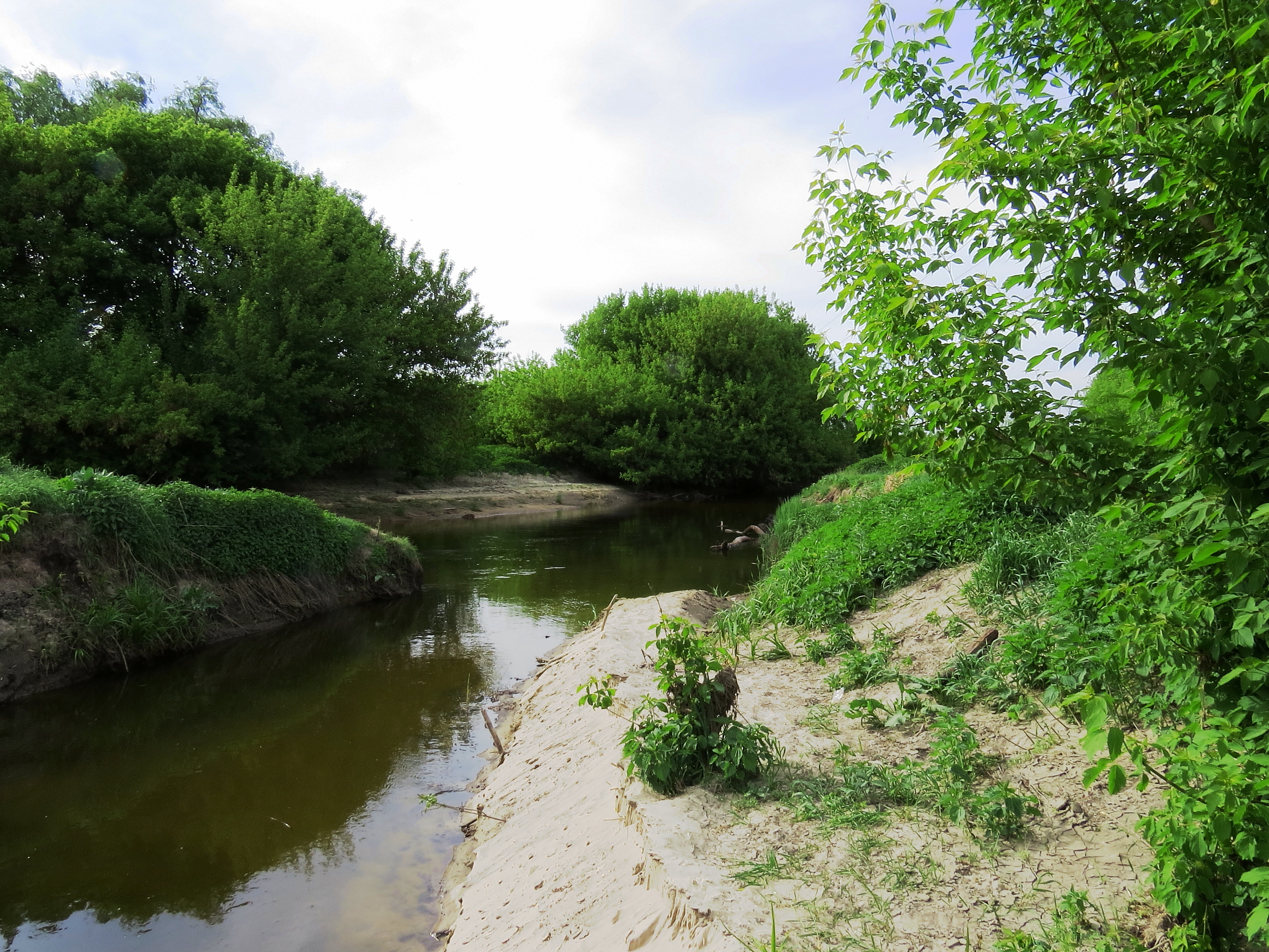
Гирло Борщагівки
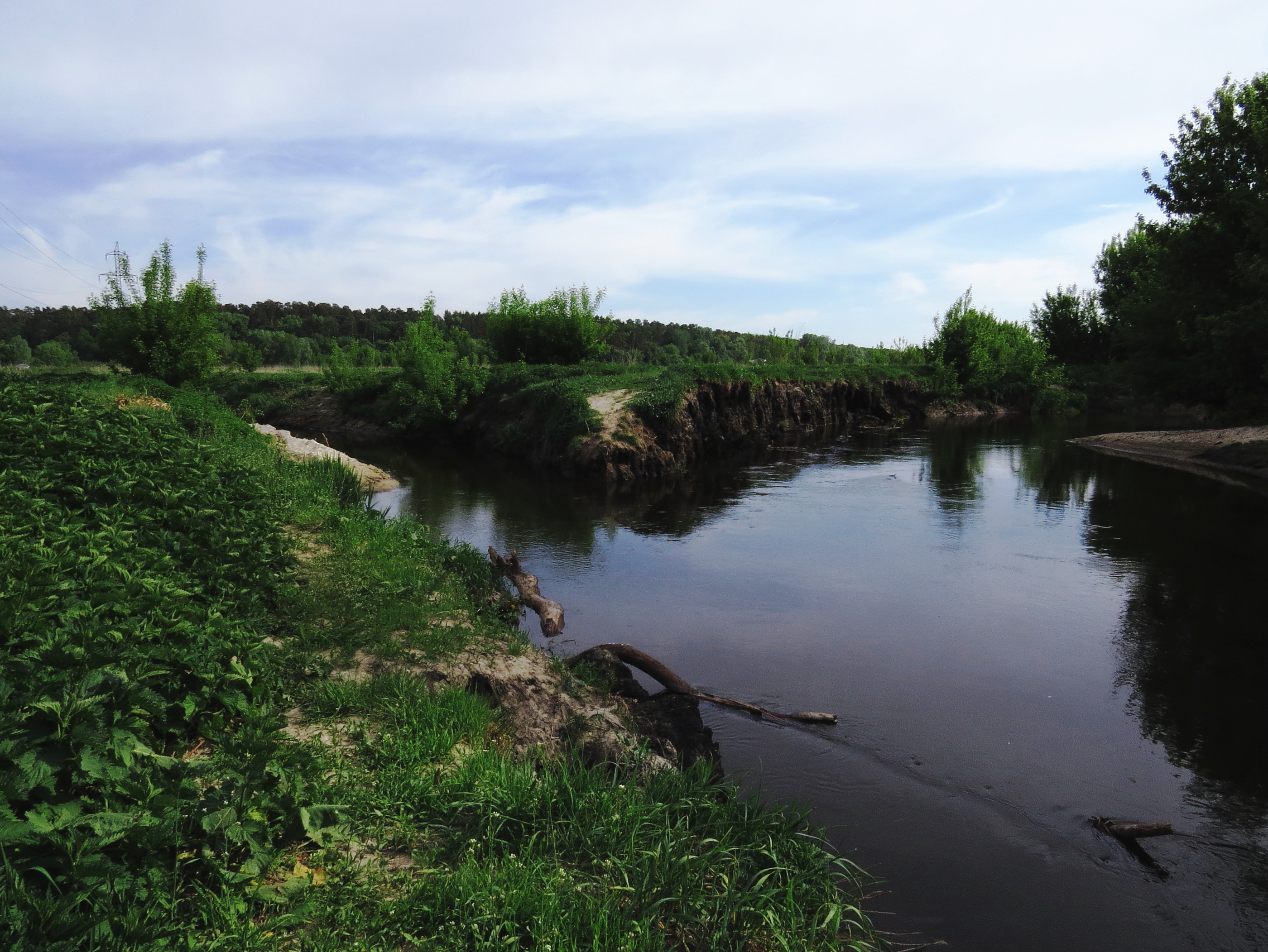
Гирло Борщагівки (ліворуч), при впадінні в річку Ірпінь (праворуч)